# Falk von Wangelin
Falk von Wangelin (* 31. Dezember 1939 in Guhlau, Landkreis Reichenbach (Eulengebirge), Provinz Niederschlesien) ist ein deutscher Bühnen- und Kostümbildner. Über 50 Jahre war er am Volkstheater Rostock engagiert, dessen ästhetisches Profil er in dieser Zeit entscheidend mitprägte.

## Leben und Wirken
Falk von Wangelin studierte von 1959 bis 1964 an der Hochschule für Bildende Künste Dresden bei Prof. Hans Reichard. Von 1964 bis 1967 arbeitete er als Bühnenbildner am Volkstheater Rostock. Es folgten Engagements am Volkstheater Halberstadt (1967 bis 1969) sowie an den Staatstheatern Dresden (1969 bis 1971). Von 1971 bis 1973 arbeitete von Wangelin am Deutschen Theater Berlin unter der Leitung des Intendanten Hanns Anselm Perten. 1973 wechselte Perten in gleicher Funktion ans Volkstheater Rostock und engagierte von Wangelin als Chefbühnenbildner und Ausstattungsleiter.
In den kommenden Jahrzehnten prägte von Wangelin als Bühnenbildner vor allem die Inszenierungen des Regisseurs Perten sowie die Ur- und Erstaufführungen des Dramatikers Peter Weiss mit, die überregionale Aufmerksamkeit erreichten. Insgesamt schuf von Wangelin 157 Bühnen- und Kostümbilder für Inszenierungen des Volkstheaters Rostock. Charakteristisch für seine Arbeit ist ein kräftiger, bildhafter Stil, der auch phantastische Elemente einschließt.
Für die Ausstattung von Klaus Störtebeker: Dramatische Ballade von KuBa in den Jahren 1980–1981 stand Falk von Wangelin. Ebenfalls zu seinem Verantwortungsbereich gehörte von 1997 bis 2019 erneut die Ausstattung der traditionellen Störtebeker-Festspiele auf der Freilichtbühne Ralswiek (Rügen).
Von Wangelin gastierte u. a. an den Theatern und Opernhäusern in Dresden, Leipzig und Berlin. Zu seinem 80. Geburtstag veranstaltete das Volkstheater Rostock eine Retrospektive.
Von Wangelin war bis 1990 Mitglied im Verband Bildender Künstler der DDR. Er nahm ab 1967 an der Prager Quadriennale des Bühnenbilds teil.

## Ehrungen
- 1980: Kunstpreis der DDR
- 1986: Nationalpreis der DDR III.Klasse

## Arbeiten (Auswahl)
- Peter Weiss: Marat/Sade. Volkstheater Rostock. Regie: Hanns Anselm Perten. Premiere: 27. März 1965
- Peter Weiss: Die Ermittlung. Volkstheater Rostock. Regie: Hanns Anselm Perten. Premiere: 19. Oktober 1965 (im Rahmen einer Ring-Uraufführung)
- Alban Berg: Wozzeck. Staatstheater Dresden. Regie: Christian Pöppelreiter. Premiere: 27. September 1970
- Rolf Liebermann: Die Schule der Frauen. Staatstheater Dresden. Regie: Hanns Matz. Premiere: 15. November 1970
- Dmitri Schostakowitsch: Katerina Ismailowa. Staatsoper Berlin. Regie: Erhard Fischer. Premiere: 24. Februar 1973
- Antonio Buero Vallejo: Der Traum der Vernunft. Volkstheater Rostock. Regie: Hanns Anselm Perten. Premiere: 10. November 1973
- Dieter Forte: Martin Luther & Thomas Münzer oder Die Einführung der Buchhaltung. Volkstheater Rostock. Regie: Hanns Anselm Perten. Premiere: 1980
- „Bi uns tu Hus – niederdeutsche Geschichten von Anno Tobak un vön hüt“ (1979) Fernsehen der DDR, Ausstrahlung 1980. Fernsehregie: Carl-Hermann Müller[5]
- Stratenmusik –  niederdeutschen Komödie von Paul Schurek, Fernsehen der DDR (1982)[6]